# 다이아나 린

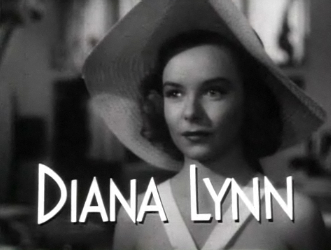

다이아나 린(Diana Lynn, 1926년 7월 5일 ~ 1971년 12월 18일)는 미국의 피아노 연주자, 연극 배우, 영화배우, 텔레비전 배우, 배우이다.
로스앤젤레스에서 태어났으며 뉴욕에서 사망하였다. 사인은 뇌졸중이다.

## 영화
- 애너폴리스 스토리 (1955년)
- 클라이막스! (1954년)
- 베드타임 포 본조 (1951년)
- 마이 프렌드 어머 고즈 웨스트 (1950년)
- 마이 프렌드 어머 (1949년)
- 버라이어티 걸 (1947년)
- 모간 크리크의 기적 (1944년)
- 메이저와 마이너 (1942년)
- 스타 스팽글드 리듬 (1942년)